# Азбукум
Азбукум је центар за српски језик и културу основан 1995. године. Нуди различите курсеве и програме који за циљ имају промоцију језика и културе Срба, као што су курсеви српског језика, етно кампове, караване кроз Србију. Послује у Београду и Новом Саду. 
Такође нуди онлајн програм српског језика, курс заснован на Интернету за оне који желе да уче српски језик.
Оснивач и директор Азбукума је Наташа Милићевић-Добромиров. 